# Йа Син
Йа́ Си́н (араб. يس — Йа Син) — тридцать шестая сура Корана. Сура мекканская.  Состоит из 83 аятов.

## Содержание
Сура начинается с двух букв арабского алфавита «йа» и «син».
Данная сура говорит о тех, которые не хотели слушать и понимать увещевание и не уверовали. Ведь увещевание полезно только тем, которые слушают и принимают напоминание и боятся Аллаха Милостивого. В суре указывается на то, что Аллах воскрешает мертвых и считает деяния своих рабов. В ней Аллах привел мекканским неверным притчу о борьбе между верующими, призывающими к Аллаху, и неверными, опровергающими призыв к исламу, и указывается на результаты деяний каждой из этих групп.
Говорится, что Мухаммад был послан с Откровением — ясным Кораном, — основанном на логике, а не на воображении. Также существуют высказывания насчёт хадисов про то, что эта сура является сердцем Корана, но иснады(цепочки) этих хадисов слабые.

Йа. Син. ۝ Клянусь мудрым Кораном! ۝ Воистину, ты - один из посланников О Мухаммад! ۝ на прямом пути. ۝ Он ниспослан Могущественным, Милосердным, ۝ чтобы ты предостерёг людей, отцов которых никто не предостерёг, из-за чего они оставались беспечными невеждами. ۝ Относительно большинства из них сбылось Слово, и они не уверуют. ۝ Воистину, Мы наложили на их шеи оковы до самого подбородка, и их головы задраны. ۝ Мы установили преграду перед ними и преграду позади них и накрыли их покрывалом, и они не видят. ۝ Им всё равно, предостерёг ты их или не предостерёг. Они не веруют. ۝ Ты можешь предостеречь только того, кто последовал за Напоминанием и устрашился Милостивого, не видя Его воочию. Обрадуй его вестью о прощении и щедрой награде. ۝ Воистину, Мы оживляем мёртвых и записываем то, что они совершили, и то, что они оставили после себя. Всякую вещь Мы подсчитали в ясном руководстве (Хранимой скрижали).—  36:1—12 (Кулиев)